# Aristolochia barbata
Aristolochia barbata é uma espécie de planta trepadeira da família das aristoloquiáceas conhecida popularmente como jarrinha.
A planta está descrita na Flora Brasiliensis de Martius..